# Wolf Weber
Wolf Weber (* 16. November 1946 in Solingen) ist ein SPD-Politiker. Er war von 15. Oktober 1996 bis 30. März 1998 niedersächsischer Sozialminister, vom 30. März 1998 bis 14. Dezember 1999 Minister für Justiz- und Europaangelegenheiten und vom 15. Dezember 1999 bis zum 12. Dezember 2000 niedersächsischer Justizminister. Er ist verheiratet und hat zwei Kinder.

## Beruflicher Werdegang
Wolf Weber machte 1966 das Abitur. Nach dem Wehrdienst studierte er von 1968 bis 1972 Rechtswissenschaften an der Georg-August-Universität in Göttingen und legte beide Staatsexamen ab. Von 1972 bis 1977 arbeitete er zunächst an der Georg-August-Universität in Göttingen und später an der Christian-Albrechts-Universität in Kiel. Von 1978 bis 1980 war er Referent beim Deutschen Städte- und Gemeindebund. 1981 legte er seine Dissertation mit dem Thema Selbstverwaltung und Demokratie über verfassungsrechtliche Fragen der kommunalen Gebiets- und Verwaltungsreform vor. Von 1980 bis 1986 war er Richter am Verwaltungsgericht Oldenburg.

## Politischer Werdegang
Wolf Weber trat 1970 in die SPD ein. Von 1981 bis 1991 war er Vorsitzender des SPD-Kreisverbandes Ammerland, von August 2001 bis April 2002 Vorsitzender des SPD-Bezirks Weser-Ems. In letzterem Amt folgte ihm Garrelt Duin nach. Von März 2007 an bis Februar 2008 war er noch einmal Vorsitzender des SPD-Kreisverbandes Ammerland.
Bei der Landtagswahl 1986 wurde Weber über den Landeswahlvorschlag in den Niedersächsischen Landtag gewählt. 1988 war er Vorsitzender des Spielbanken-Untersuchungsausschusses. 1990 wurde er nicht wieder in den Landtag gewählt. Weber wurde Regierungspräsident für den Bezirk Weser-Ems. 1991 berief Ministerpräsident Gerhard Schröder ihn zum Staatssekretär und Chef der Staatskanzlei. Bei der Landtagswahl 1994 wurde Weber für den Wahlkreis Ammerland in den Landtag gewählt und als Nachfolger von Johann Bruns Vorsitzender der SPD-Fraktion. 1996 wurde er als Nachfolger von Walter Hiller niedersächsischer Sozialminister; im Amt des Fraktionsvorsitzenden folgte Heinrich Aller auf ihn. Nach der Landtagswahl 1998, bei der er wiederum für den Wahlkreis Ammerland ins Parlament gewählt wurde, wurde Weber Minister für Justiz und Europaangelegenheiten, er war in diesem Amt der Nachfolger von Heidrun Merk, die Ministerin für Frauen, Arbeit und Soziales wurde und somit als Sozialministerin seine Nachfolgerin war. Ab der Regierungsübernahme durch Sigmar Gabriel am 15. Dezember 1999 war Weber bis zum 12. Dezember 2000 Justizminister. Für Europaangelegenheiten war seit der Regierungsübernahme Gabriels Wolfgang Senff verantwortlich, als Justizminister wurde er im Dezember 2000 von Christian Pfeiffer abgelöst. Im Februar 2002 legte Wolf Weber sein Landtagsmandat nieder; für ihn rückte Friedhelm Helberg in den Landtag nach. Weber beantragte seine Wiederverwendung als Staatssekretär. Da keine entsprechende Stelle frei war, versetzte die Landesregierung Weber in den einstweiligen Ruhestand.

## Schriften
- Territorialreform, rechtliche Ausgestaltung des repräsentativen Willensbildungsprozesses in den Gemeinden und Selbstverwaltungsgarantie des Grundgesetzes. Dissertation. Universität Kiel, 1981, DNB 211900850.
- Selbstverwaltung und Demokratie in den Gemeinden nach der Gebietsreform. Dissertation, Universität Kiel. Reckinger, Siegburg 1982, ISBN 3-7922-0028-7.